# Sylvietta isabellina
A Sylvietta isabellina a verébalakúak (Passeriformes) rendjébe, ezen belül a Macrosphenidae családba és a Sylvietta nembe tartozó faj. 9-10 centiméter hosszú. Etiópia, Kenya, Szomália és Tanzánia száraz bokros területein él. Rovarokkal, pókokkal táplálkozik.

## Fordítás
- Ez a szócikk részben vagy egészben  a   Somali crombec című angol Wikipédia-szócikk fordításán alapul.  Az eredeti cikk szerkesztőit annak laptörténete sorolja fel. Ez a jelzés csupán a megfogalmazás eredetét és a szerzői jogokat jelzi, nem szolgál a cikkben szereplő információk forrásmegjelöléseként.